# May Ziadeh
May Ziadeh, född 11 februari 1886 i Nasaret i Palestina, död 17 oktober 1941 i Kairo, var en libanesisk-palestinsk kristen poet, essäist och översättare. Hon var en av nyckelfigurerna i den arabiska litterära scenen på det tidiga 1900-talet och anses vara en pionjär inom arabisk feminism.
May Ziadeh föddes i Nasaret i en familj med en libanesisk maronitisk far och en palestinsk kristen mor. Hennes far, Elias Ziadeh, var lärare och tidningsredaktör. 
Efter skolgång i Nasaret och i Libanon flyttade hon till Kairo med sina föräldrar 1908. Hennes första publikationer var essäer och skönlitterära översättningar i faderns tidning al-Mahrousa, och en fransk diktsamling som hon utgav under pseudonymen Isis Copia 1911.
Ziadeh var en produktiv författare och skrev för arabiskspråkiga tidningar och tidskrifter, men publicerade också dikter och böcker. Hon höll i många år en av de mest kända litterära salongerna i den moderna arabvärlden.
May Ziadeh var också involverad i den egyptiska kvinnorörelsen. Hon publicerade två biografier om ledande feminister i Egypten och belyste i många tal och essäer frågor kring kvinnans status och roll i samhället.
Ziadeh gifte sig aldrig, men från 1912 och framåt förde hon en omfattande skriftlig korrespondens med en av 1900-talets litterära giganter, den libanesisk-amerikanske poeten och författaren Khalil Gibran. Även om paret aldrig träffades, varade korrespondensen i 19 år fram till Gibrans död 1931.